# Mirosław Sycz
Mirosław Sycz (ur. 1959) – polski historyk i urzędnik służby cywilnej, konsul generalny RP w Belfaście (2024–2025) oraz Edynburgu (od 2025).

## Życiorys
Mirosław Sycz ukończył studia na Wydziale Ekonomicznym Uniwersytetu Gdańskiego. W 1996 uzyskał w Instytucie Historii Polskiej Akademii Nauk stopień doktora nauk humanistycznych w dyscyplinie historia, specjalność historia gospodarcza, przedstawiwszy napisaną pod kierunkiem Czesława Madajczyka dysertację Spółdzielczość ukraińska w Galicji w okresie II wojny światowej. Posiada także tytuł MBA Szkoły Biznesu Politechniki Warszawskiej.
W latach 1999–2001, z rekomendacji Ministra Spraw Zagranicznych, był przedstawicielem Polski w Inicjatywie Współpracy Polsko-Amerykańsko-Ukraińskiej (PAUCI). Od 2006 związany zawodowo z Ministerstwem Spraw Zagranicznych. Pracował w nowo utworzonym Departamencie Współpracy Rozwojowej, gdzie w 2009 został zastępcą dyrektora. Odpowiadał m.in. za nadzór nad polską pomocą rozwojową dla Afganistanu. W następnych latach pracował w Departamencie Współpracy Ekonomicznej, Biurze Dyrektora Politycznego, w Biurze Szefa Służby Zagranicznej oraz, od 2016 do 2018 jako kierownik Wydziału ds. Paszportowych i Obywatelstwa w Konsulacie Generalnym RP w Manchesterze. 12 sierpnia 2024 został Konsulem Generalnym RP w Belfaście. Funkcję zakończył 29 lipca 2025, bezpośrednio po czym 1 sierpnia 2025 objął stanowisko Konsula Generalnego RP w Edynburgu.
Żonaty, ojciec dwóch synów. Mówi po angielsku, ukraińsku i rosyjsku.

## Publikacje książkowe
- Mirosław Sycz, Spółdzielczość ukraińska w Galicji w okresie II wojny światowej, Warszawa: Pracownia Wydawnicza, 1997, ISBN 978-83-908538-0-2 [dostęp 2024-08-13]. Brak numerów stron w książce
- Мирослав Сич, Українська кооперація в Галичині під час II світової війни, Bogdan Romanìv (tłum.), Ukraïnoznavča biblioteka NTŠ, Lviv: Naukove Tovarystvo Imeni Ševčenka, 2000, ISBN 978-966-7155-37-7 [dostęp 2024-08-13] (ukr.). Brak numerów stron w książce